# Alistra centralis
Alistra centralis là một loài nhện trong họ Hahniidae.
Loài này thuộc chi Alistra. Alistra centralis được Raymond Robert Forster miêu tả năm 1970.